# کارلوس بلانکو (بازیکن فوتبال، زاده ۱۹۲۸)
کارلوس بلانکو (اسپانیایی: Carlos Blanco‎; ۵ مارس ۱۹۲۷ – ۹ ژانویهٔ ۲۰۱۱) بازیکن فوتبال اهل مکزیک بود.
از باشگاه‌هایی که در آن بازی کرده‌است می‌توان به باشگاه فوتبال دپورتیوو تولوکا اشاره کرد.
وی همچنین در تیم ملی فوتبال مکزیک بازی کرده‌است.